# Кула (Лерин)
Кула (на гръцки: Κούλα) е средновековна крепост над град Лерин (Флорина), Егейска Македония, Гърция.
Кулата е разположена на хълма Свети Пантелеймон (Агиос Пантелеймонас) южно от града, на плато, което доминира над Леринското поле. На платото има параклис „Свети Пантелеймон“, издигнат в XX век. Платото е обградено със стена от чакъл и хоросан, запазена на височина до 1 m. Стените, както и откритата керамика показва, че крепостта е от късната античност и средновековието. Крепостта е изследвана от видните археолози Николаос Пападакис и Антониос Керамопулос.
Крепостта е обявена за исторически паметник в 1995 година.